# North Carrollton
North Carrollton város az Amerikai Egyesült Államok Mississippi államában, Carroll megyében. Lakosainak száma 405 fő (2020. április 1.).

## Népesség
A település népességének változása:

| 2010 | 473 |
| 2020 | 405 |